# Lista de finais masculinas em simples do US Open

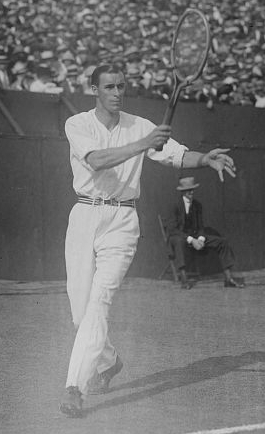
Bill Tilden na Era Amadora foi um dos maiores vencedores, com 7 títulos.

Esta é a lista de finais masculinas em simples do US Open.
O período de 1881–1967 refere-se à era amadora, sob o nome de U.S. National Championships. A primeira edição, em 1881, foi disputada apenas por membros de clubes da United States National Lawn Tennis Association (USNLTA). A internacionalização veio no ano seguinte, com a organização da United States Tennis Association (USTA). O período de 1884–1911 adotou o formato que incluía o challenge round: jogadores se enfrentavam em fases eliminatórias (como é atualmente) até sobrar um, enquanto que o campeão do ano anterior aguardava a definição dos confrontos, precisando jogar apenas uma vez para defender seu título.
O US Open, a partir de 1968, refere-se à era profissional ou aberta.

## Por ano

### Era aberta
| Ano  | Campeão               | Vice-campeão          | Resultado                 | Piso |
| ---- | --------------------- | --------------------- | ------------------------- | ---- |
| 2025 |                       |                       |                           |      |
| 2024 | Jannik Sinner         | Taylor Fritz          | 6–3, 6–4, 7–5             |      |
| 2023 | Novak Djokovic        | Daniil Medvedev       | 6–3, 7–65, 6–3            |      |
| 2022 | Carlos Alcaraz        | Casper Ruud           | 6–4, 2–6, 7–61, 6–3       |      |
| 2021 | Daniil Medvedev       | Novak Djokovic        | 6–4, 6–4, 6–4             |      |
| 2020 | Dominic Thiem         | Alexander Zverev      | 2–6, 4–6, 6–4, 6–3, 7–66  |      |
| 2019 | Rafael Nadal          | Daniil Medvedev       | 7–5, 6–3, 5–7, 4–6, 6–4   |      |
| 2018 | Novak Djokovic        | Juan Martín del Potro | 6–3, 7–64, 6–3            |      |
| 2017 | Rafael Nadal          | Kevin Anderson        | 6–3, 6–3, 6–4             |      |
| 2016 | Stan Wawrinka         | Novak Djokovic        | 16–7, 6–4, 7–5, 6–3       |      |
| 2015 | Novak Djokovic        | Roger Federer         | 6–4, 5–7, 6–4, 6–4        |      |
| 2014 | Marin Čilić           | Kei Nishikori         | 6–3, 6–3, 6–3             |      |
| 2013 | Rafael Nadal          | Novak Djokovic        | 6–2, 3–6, 6–4, 6–1        |      |
| 2012 | Andy Murray           | Novak Djokovic        | 7–6, 7–5, 2–6, 3–6, 6–2   |      |
| 2011 | Novak Djokovic        | Rafael Nadal          | 6–2, 6–4, 6–7, 6–1        |      |
| 2010 | Rafael Nadal          | Novak Djokovic        | 6–4, 5–7, 6–4, 6–2        |      |
| 2009 | Juan Martín del Potro | Roger Federer         | 3–6, 7–6, 4–6, 7–6, 6–2   |      |
| 2008 | Roger Federer         | Andy Murray           | 6–2, 7–5, 6–2             |      |
| 2007 | Roger Federer         | Novak Djokovic        | 7–6, 7–6, 6–4             |      |
| 2006 | Roger Federer         | Andy Roddick          | 6–2, 4–6, 7–5, 6–1        |      |
| 2005 | Roger Federer         | Andre Agassi          | 6–3, 2–6, 7–6, 6–1        |      |
| 2004 | Roger Federer         | Lleyton Hewitt        | 6–0, 7–6, 6–0             |      |
| 2003 | Andy Roddick          | Juan Carlos Ferrero   | 6–3, 7–6, 6–3             |      |
| 2002 | Pete Sampras          | Andre Agassi          | 6–3, 6–4, 5–7, 6–4        |      |
| 2001 | Lleyton Hewitt        | Pete Sampras          | 7–6, 6–1, 6–1             |      |
| 2000 | Marat Safin           | Pete Sampras          | 6–4, 6–3, 6–3             |      |
| 1999 | Andre Agassi          | Todd Martin           | 6–4, 6–7, 6–7, 6–3, 6–2   |      |
| 1998 | Patrick Rafter        | Mark Philippoussis    | 6–3, 3–6, 6–2, 6–0        |      |
| 1997 | Patrick Rafter        | Greg Rusedski         | 6–3, 6–2, 4–6, 7–5        |      |
| 1996 | Pete Sampras          | Michael Chang         | 6–1, 6–4, 7–6             |      |
| 1995 | Pete Sampras          | Andre Agassi          | 6–4, 6–3, 4–6, 7–5        |      |
| 1994 | Andre Agassi          | Michael Stich         | 6–1, 7–6, 7–5             |      |
| 1993 | Pete Sampras          | Cédric Pioline        | 6–4, 6–4, 6–3             |      |
| 1992 | Stefan Edberg         | Pete Sampras          | 3–6, 6–4, 7–6, 6–2        |      |
| 1991 | Stefan Edberg         | Jim Courier           | 6–2, 6–4, 6–0             |      |
| 1990 | Pete Sampras          | Andre Agassi          | 6–4, 6–3, 6–2             |      |
| 1989 | Boris Becker          | Ivan Lendl            | 7–6, 1–6, 6–3, 7–6        |      |
| 1988 | Mats Wilander         | Ivan Lendl            | 6–4, 4–6, 6–3, 5–7, 6–4   |      |
| 1987 | Ivan Lendl            | Mats Wilander         | 6–7, 6–0, 7–6, 6–4        |      |
| 1986 | Ivan Lendl            | Miloslav Mecir        | 6–4, 6–2, 6–0             |      |
| 1985 | Ivan Lendl            | John McEnroe          | 7–6, 6–3, 6–4             |      |
| 1984 | John McEnroe          | Ivan Lendl            | 6–3, 6–4, 6–1             |      |
| 1983 | Jimmy Connors         | Ivan Lendl            | 6–3, 6–7, 7–5, 6–0        |      |
| 1982 | Jimmy Connors         | Ivan Lendl            | 6–3, 6–2, 4–6, 6–4        |      |
| 1981 | John McEnroe          | Björn Borg            | 4–6, 6–2, 6–4, 6–3        |      |
| 1980 | John McEnroe          | Björn Borg            | 7–6, 6–1, 6–7, 5–7, 6–4   |      |
| 1979 | John McEnroe          | Vitas Gerulaitis      | 7–5, 6–3, 6–3             |      |
| 1978 | Jimmy Connors         | Björn Borg            | 6–4, 6–2, 6–2             |      |
| 1977 | Guillermo Vilas       | Jimmy Connors         | 2–6, 6–3, 7–5, 6–0        |      |
| 1976 | Jimmy Connors         | Björn Borg            | 6–4, 3–6, 7–6, 6–4        |      |
| 1975 | Manuel Orantes        | Jimmy Connors         | 6–4, 6–3, 6–3             |      |
| 1974 | Jimmy Connors         | Ken Rosewall          | 6–1, 6–0, 6–1             |      |
| 1973 | John Newcombe         | Jan Kodeš             | 6–4, 1–6, 4–6, 6–2, 6–2   |      |
| 1972 | Ilie Năstase          | Arthur Ashe           | 3–6, 6–3, 6–7, 6–4, 6–3   |      |
| 1971 | Stan Smith            | Jan Kodeš             | 3–6, 6–3, 6–2, 7–6        |      |
| 1970 | Ken Rosewall          | Tony Roche            | 2–6, 6–4, 7–6, 6–3        |      |
| 1969 | Rod Laver             | Tony Roche            | 7–9, 6–1, 6–2, 6–2        |      |
| 1968 | Arthur Ashe           | Tom Okker             | 14–12, 5–7, 6–3, 3–6, 6–3 |      |

### Era amadora
| Ano  | Campeão                 | Vice-campeão            | Resultado                 | Piso |
| ---- | ----------------------- | ----------------------- | ------------------------- | ---- |
| 1967 | John Newcombe           | Clark Graebner          | 6–4, 6–4, 8–6             |      |
| 1966 | Fred Stolle             | John Newcombe           | 4–6, 12–10, 6–3, 6–4      |      |
| 1965 | Manuel Santana          | Cliff Drysdale          | 6–2, 7–9, 7–5, 6–1        |      |
| 1964 | Roy Emerson             | Fred Stolle             | 6–4, 6–2, 6–4             |      |
| 1963 | Rafael Osuna            | Frank Froehling         | 7–5, 6–4, 6–2             |      |
| 1962 | Rod Laver               | Roy Emerson             | 6–2, 6–4, 5–7, 6–4        |      |
| 1961 | Roy Emerson             | Rod Laver               | 7–5, 6–3, 6–2             |      |
| 1960 | Neale Fraser            | Rod Laver               | 6–4, 6–4, 9–7             |      |
| 1959 | Neale Fraser            | Alex Olmedo             | 6–3, 5–7, 6–2, 6–4        |      |
| 1958 | Ashley Cooper           | Malcolm Anderson        | 6–2, 3–6, 4–6, 10–8, 8–6  |      |
| 1957 | Malcolm Anderson        | Ashley Cooper           | 10–8, 7–5, 6–4            |      |
| 1956 | Ken Rosewall            | Lew Hoad                | 4–6, 6–2, 6–3, 6–3        |      |
| 1955 | Tony Trabert            | Ken Rosewall            | 9–7, 6–3, 6–3             |      |
| 1954 | Vic Seixas              | Rex Hartwig             | 3–6, 6–2, 6–4, 6–4        |      |
| 1953 | Tony Trabert            | Vic Seixas              | 6–3, 6–2, 6–3             |      |
| 1952 | Frank Sedgman           | Gardnar Mulloy          | 6–1, 6–2, 6–3             |      |
| 1951 | Frank Sedgman           | Vic Seixas              | 6–4, 6–1, 6–1             |      |
| 1950 | Arthur Larsen           | Herb Flam               | 6–3, 4–6, 5–7, 6–4, 6–3   |      |
| 1949 | Pancho Gonzales         | Frederick Schroeder     | 16–18, 2–6, 6–1, 6–2, 6–4 |      |
| 1948 | Pancho Gonzales         | Eric W. Sturgess        | 6–2, 6–3, 14–12           |      |
| 1947 | Jack Kramer             | Frank Parker            | 4–6, 2–6, 6–1, 6–0, 6–3   |      |
| 1946 | Jack Kramer             | Tom Brown Jr.           | 9–7, 6–3, 6–0             |      |
| 1945 | Frank Parker            | William Talbert         | 14–12, 6–1, 6–2           |      |
| 1944 | Frank Parker            | William Talbert         | 6–4, 3–6, 6–3, 6–3        |      |
| 1943 | Joseph Hunt             | Jack Kramer             | 6–3, 6–8, 10–8, 6–0       |      |
| 1942 | Ted Schroeder           | Frank Parker            | 8–6, 7–5, 3–6, 4–6, 6–2   |      |
| 1941 | Bobby Riggs             | Frank Kovacs            | 5–7, 6–1, 6–3, 6–3        |      |
| 1940 | Don McNeill             | Bobby Riggs             | 4–6, 6–8, 6–3, 6–3, 7–5   |      |
| 1939 | Bobby Riggs             | Welby van Horn          | 6–4, 6–2, 6–4             |      |
| 1938 | Don Budge               | Gene Mako               | 6–3, 6–8, 6–2, 6–1        |      |
| 1937 | Don Budge               | Gottfried von Cramm     | 6–1, 7–9, 6–1, 3–6, 6–1   |      |
| 1936 | Fred Perry              | Don Budge               | 2–6, 6–2, 8–6, 1–6, 10–8  |      |
| 1935 | Wilmer Allison          | Sidney B. Wood          | 6–2, 6–2, 6–3             |      |
| 1934 | Fred Perry              | Wilmer Allison          | 6–4, 6–3, 1–6, 8–6        |      |
| 1933 | Fred Perry              | Jack Crawford           | 6–3, 11–13, 4–6, 6–0, 6–1 |      |
| 1932 | Ellsworth Vines         | Henri Cochet            | 6–4, 6–4, 6–4             |      |
| 1931 | Ellsworth Vines         | George Lott             | 7–9, 6–3, 9–7, 7–5        |      |
| 1930 | John Doeg               | Frank Shields           | 10–8, 1–6, 6–4, 1–6, 6–4  |      |
| 1929 | Bill Tilden             | Francis Hunter          | 3–6, 6–3, 4–6, 6–2, 6–4   |      |
| 1928 | Henri Cochet            | Francis Hunter          | 4–6, 6–4, 3–6, 7–5, 6–3   |      |
| 1927 | René Lacoste            | Bill Tilden             | 11–9, 6–3, 11–9           |      |
| 1926 | René Lacoste            | Jean Borotra            | 6–4, 6–0, 6–4             |      |
| 1925 | Bill Tilden             | Bill Johnston           | 4–6, 11–9, 6–3, 4–6, 6–3  |      |
| 1924 | Bill Tilden             | Bill Johnston           | 6–1, 9–7, 6–2             |      |
| 1923 | Bill Tilden             | Bill Johnston           | 6–4, 6–1, 6–4             |      |
| 1922 | Bill Tilden             | Bill Johnston           | 4–6, 3–6, 6–2, 6–3, 6–4   |      |
| 1921 | Bill Tilden             | Wallace F. Johnson      | 6–1, 6–3, 6–1             |      |
| 1920 | Bill Tilden             | Bill Johnston           | 6–1, 1–6, 7–5, 5–7, 6–3   |      |
| 1919 | Bill Johnston           | Bill Tilden             | 6–4, 6–4, 6–3             |      |
| 1918 | Robert Lindley Murray   | Bill Tilden             | 6–3, 6–1, 7–5             |      |
| 1917 | Robert Lindley Murray   | Nathaniel W. Niles      | 5–7, 8–6, 6–3, 6–3        |      |
| 1916 | Richard Norris Williams | Bill Johnston           | 4–6, 6–4, 0–6, 6–2, 6–4   |      |
| 1915 | Bill Johnston           | Maurice McLoughlin      | 1–6, 6–0, 7–5, 10–8       |      |
| 1914 | Richard Norris Williams | Maurice McLoughlin      | 6–3, 8–6, 10–8            |      |
| 1913 | Maurice McLoughlin      | Richard Norris Williams | 6–4, 5–7, 6–3, 6–1        |      |
| 1912 | Maurice McLoughlin      | Wallace F. Johnson      | 3–6, 2–6, 6–2, 6–4, 6–2   |      |
| 1911 | William Larned          | Maurice McLoughlin      | 6–4, 6–4, 6–2             |      |
| 1910 | William Larned          | Thomas C. Bundy         | 6–1, 5–7, 6–0, 6–8, 6–1   |      |
| 1909 | William Larned          | William J. Clothier     | 6–1, 6–2, 5–7, 1–6, 6–1   |      |
| 1908 | William Larned          | Beals Wright            | 6–1, 6–2, 8–6             |      |
| 1907 | William Larned          | Robert LeRoy            | 6–2, 6–2, 6–4             |      |
| 1906 | William Clothier        | Beals Wright            | 6–3, 6–0, 6–4             |      |
| 1905 | Beals Wright            | Holcombe Ward           | 6–2, 6–1, 11–9            |      |
| 1904 | Holcombe Ward           | William J. Clothier     | 10–8, 6–4, 9–7            |      |
| 1903 | Lawrence Doherty        | William Larned          | 6–0, 6–3, 10–8            |      |
| 1902 | William Larned          | Reginald Doherty        | 4–6, 6–2, 6–4, 8–6        |      |
| 1901 | William Larned          | Beals Wright            | 6–2, 6–8, 6–4, 6–4        |      |
| 1900 | Malcolm Whitman         | William Larned          | 6–4, 1–6, 6–2, 6–2        |      |
| 1899 | Malcolm Whitman         | J. Parmly Paret         | 6–1, 6–2, 3–6, 7–5        |      |
| 1898 | Malcolm Whitman         | Dwight Davis            | 3–6, 6–2, 6–2, 6–1        |      |
| 1897 | Robert Wrenn            | Wilberforce Eaves       | 4–6, 8–6, 6–3, 2–6, 6–2   |      |
| 1896 | Robert Wrenn            | Fred Hovey              | 7–5, 3–6, 6–0, 1–6, 6–1   |      |
| 1895 | Fred Hovey              | Robert Wrenn            | 6–3, 6–2, 6–4             |      |
| 1894 | Robert Wrenn            | Manliff Goodbody        | 6–8, 6–1, 6–4, 6–4        |      |
| 1893 | Robert Wrenn            | Fred Hovey              | 6–4, 3–6, 6–4, 6–4        |      |
| 1892 | Oliver Campbell         | Fred Hovey              | 7–5, 3–6, 6–3, 7–5        |      |
| 1891 | Oliver Campbell         | Clarence Hobart         | 2–6, 7–5, 7–9, 6–1, 6–2   |      |
| 1890 | Oliver Campbell         | Henry Slocum            | 6–2, 4–6, 6–3, 6–1        |      |
| 1889 | Henry Slocum            | Quincy Shaw             | 6–3, 6–1, 4–6, 6–2        |      |
| 1888 | Henry Slocum            | Howard A. Taylor        | 6–4, 6–1, 6–0             |      |
| 1887 | Richard Sears           | Henry Slocum            | 6–1, 6–3, 6–2             |      |
| 1886 | Richard Sears           | R. Livingston Beeckman  | 4–6, 6–1, 6–3, 6–4        |      |
| 1885 | Richard Sears           | Godfrey M. Brinley      | 6–3, 4–6, 6–0, 6–3        |      |
| 1884 | Richard Sears           | Howard A. Taylor        | 6–0, 1–6, 6–0, 6–2        |      |
| 1883 | Richard Sears           | James Dwight            | 6–2, 6–0, 9–7             |      |
| 1882 | Richard Sears           | Clarence M. Clark       | 6–1, 6–4, 6–0             |      |
| 1881 | Richard Sears           | William E. Glyn         | 6–0, 6–3, 6–2             |      |

Pisos: 
      Duro 
      Saibro 
      Grama 
      Carpete 

## Estatísticas

### Campeões
|  | Recorde |

| Jogador                 | Total | Era aberta | Duro | Saibro | Grama | Anos                                     |
| ----------------------- | ----- | ---------- | ---- | ------ | ----- | ---------------------------------------- |
| Richard Sears           | 7     | 0          | 0    | 0      | 7     | 1881, 1882, 1883, 1884, 1885, 1886, 1887 |
| William Larned          | 7     | 0          | 0    | 0      | 7     | 1901, 1902, 1907, 1908, 1909, 1910, 1911 |
| Bill Tilden             | 7     | 0          | 0    | 0      | 7     | 1920, 1921, 1922, 1923, 1924, 1925, 1929 |
| Jimmy Connors           | 5     | 5          | 3    | 1      | 1     | 1974, 1976, 1978, 1982, 1983             |
| Pete Sampras            | 5     | 5          | 5    | 0      | 0     | 1990, 1993, 1995, 1996, 2002             |
| Roger Federer           | 5     | 5          | 5    | 0      | 0     | 2004, 2005, 2006, 2007, 2008             |
| Robert Wrenn            | 4     | 0          | 0    | 0      | 4     | 1893, 1894, 1896, 1897                   |
| John McEnroe            | 4     | 4          | 4    | 0      | 0     | 1979, 1980, 1981, 1984                   |
| Rafael Nadal            | 4     | 4          | 4    | 0      | 0     | 2010, 2013, 2017, 2019                   |
| Novak Djokovic          | 4     | 4          | 4    | 0      | 0     | 2011, 2015, 2018, 2023                   |
| Oliver Campbell         | 3     | 0          | 0    | 0      | 3     | 1890, 1891, 1892                         |
| Malcolm Whitman         | 3     | 0          | 0    | 0      | 3     | 1898, 1899, 1900                         |
| Fred Perry              | 3     | 0          | 0    | 0      | 3     | 1933, 1934, 1936                         |
| Ivan Lendl              | 3     | 3          | 3    | 0      | 0     | 1985, 1986, 1987                         |
| Henry Slocum            | 2     | 0          | 0    | 0      | 2     | 1888, 1889                               |
| Maurice McLoughlin      | 2     | 0          | 0    | 0      | 2     | 1912, 1913                               |
| Richard Norris Williams | 2     | 0          | 0    | 0      | 2     | 1914, 1916                               |
| Robert Lindley Murray   | 2     | 0          | 0    | 0      | 2     | 1917, 1918                               |
| Bill Johnston           | 2     | 0          | 0    | 0      | 2     | 1915, 1919                               |
| René Lacoste            | 2     | 0          | 0    | 0      | 2     | 1926, 1927                               |
| Ellsworth Vines         | 2     | 0          | 0    | 0      | 2     | 1931, 1932                               |
| Don Budge               | 2     | 0          | 0    | 0      | 2     | 1937, 1938                               |
| Bobby Riggs             | 2     | 0          | 0    | 0      | 2     | 1939, 1941                               |
| Frank Parker            | 2     | 0          | 0    | 0      | 2     | 1944, 1945                               |
| Jack Kramer             | 2     | 0          | 0    | 0      | 2     | 1946, 1947                               |
| Pancho Gonzales         | 2     | 0          | 0    | 0      | 2     | 1948, 1949                               |
| Frank Sedgman           | 2     | 0          | 0    | 0      | 2     | 1951, 1952                               |
| Tony Trabert            | 2     | 0          | 0    | 0      | 2     | 1953, 1955                               |
| Neale Fraser            | 2     | 0          | 0    | 0      | 2     | 1959, 1960                               |
| Roy Emerson             | 2     | 0          | 0    | 0      | 2     | 1961, 1964                               |
| Rod Laver               | 2     | 1          | 0    | 0      | 2     | 1962, 1969                               |
| Ken Rosewall            | 2     | 1          | 0    | 0      | 2     | 1956, 1970                               |
| John Newcombe           | 2     | 1          | 0    | 0      | 2     | 1967, 1973                               |
| Stefan Edberg           | 2     | 2          | 2    | 0      | 0     | 1991, 1992                               |
| Patrick Rafter          | 2     | 2          | 2    | 0      | 0     | 1997, 1998                               |
| Andre Agassi            | 2     | 2          | 2    | 0      | 0     | 1994, 1999                               |
| Fred Hovey              | 1     | 0          | 0    | 0      | 1     | 1895                                     |
| Lawrence Doherty        | 1     | 0          | 0    | 0      | 1     | 1903                                     |
| Holcombe Ward           | 1     | 0          | 0    | 0      | 1     | 1904                                     |
| Beals Wright            | 1     | 0          | 0    | 0      | 1     | 1905                                     |
| William Clothier        | 1     | 0          | 0    | 0      | 1     | 1906                                     |
| Henri Cochet            | 1     | 0          | 0    | 0      | 1     | 1928                                     |
| John Doeg               | 1     | 0          | 0    | 0      | 1     | 1930                                     |
| Wilmer Allison          | 1     | 0          | 0    | 0      | 1     | 1935                                     |
| Don McNeil              | 1     | 0          | 0    | 0      | 1     | 1940                                     |
| Ted Schroeder           | 1     | 0          | 0    | 0      | 1     | 1942                                     |
| Joseph Hunt             | 1     | 0          | 0    | 0      | 1     | 1943                                     |
| Arthur Larsen           | 1     | 0          | 0    | 0      | 1     | 1950                                     |
| Vic Seixas              | 1     | 0          | 0    | 0      | 1     | 1954                                     |
| Malcolm Anderson        | 1     | 0          | 0    | 0      | 1     | 1957                                     |
| Ashley Cooper           | 1     | 0          | 0    | 0      | 1     | 1958                                     |
| Rafael Osuna            | 1     | 0          | 0    | 0      | 1     | 1963                                     |
| Manuel Santana          | 1     | 0          | 0    | 0      | 1     | 1965                                     |
| Fred Stolle             | 1     | 0          | 0    | 0      | 1     | 1966                                     |
| Arthur Ashe             | 1     | 1          | 0    | 0      | 1     | 1968                                     |
| Stan Smith              | 1     | 1          | 0    | 0      | 1     | 1971                                     |
| Ilie Năstase            | 1     | 1          | 0    | 0      | 1     | 1972                                     |
| Manuel Orantes          | 1     | 1          | 0    | 1      | 0     | 1975                                     |
| Guilhermo Vilas         | 1     | 1          | 0    | 1      | 0     | 1977                                     |
| Mats Wilander           | 1     | 1          | 1    | 0      | 0     | 1988                                     |
| Boris Becker            | 1     | 1          | 1    | 0      | 0     | 1989                                     |
| Marat Safin             | 1     | 1          | 1    | 0      | 0     | 2000                                     |
| Lleyton Hewitt          | 1     | 1          | 1    | 0      | 0     | 2001                                     |
| Andy Roddick            | 1     | 1          | 1    | 0      | 0     | 2003                                     |
| Juan Martín Del Potro   | 1     | 1          | 1    | 0      | 0     | 2009                                     |
| Andy Murray             | 1     | 1          | 1    | 0      | 0     | 2012                                     |
| Marin Čilić             | 1     | 1          | 1    | 0      | 0     | 2014                                     |
| Stan Wawrinka           | 1     | 1          | 1    | 0      | 0     | 2016                                     |
| Dominic Thiem           | 1     | 1          | 1    | 0      | 0     | 2020                                     |
| Daniil Medvedev         | 1     | 1          | 1    | 0      | 0     | 2021                                     |
| Carlos Alcaraz          | 1     | 1          | 1    | 0      | 0     | 2022                                     |
| Jannik Sinner           | 1     | 1          | 1    | 0      | 0     | 2023                                     |

### Campeões por país
|  | Recorde      |
|  | País Extinto |

| País           | Total | Era aberta | Duro | Saibro | Grama |
| -------------- | ----- | ---------- | ---- | ------ | ----- |
| Estados Unidos | 85    | 19         | 19   | 1      | 65    |
| Austrália      | 18    | 6          | 3    | 0      | 15    |
| Espanha        | 7     | 6          | 6    | 1      | 0     |
| Suíça          | 6     | 6          | 6    | 0      | 0     |
| Grã-Bretanha   | 5     | 1          | 1    | 0      | 4     |
| Sérvia         | 4     | 4          | 4    | 0      | 0     |
| Checoslováquia | 3     | 3          | 3    | 0      | 0     |
| Suécia         | 3     | 3          | 3    | 0      | 0     |
| França         | 3     | 0          | 0    | 0      | 3     |
| Argentina      | 2     | 2          | 1    | 1      | 0     |
| Rússia         | 2     | 2          | 2    | 0      | 0     |
| Alemanha       | 1     | 1          | 1    | 0      | 0     |
| Áustria        | 1     | 1          | 1    | 0      | 0     |
| Croácia        | 1     | 1          | 1    | 0      | 0     |
| Itália         | 1     | 1          | 1    | 0      | 0     |
| Roménia        | 1     | 1          | 0    | 0      | 1     |
| México         | 1     | 0          | 0    | 0      | 1     |